# Grammatikiáni
Grammatikiáni, en grec moderne : Γραμματικιάνοι, est un village du dème de Kými-Alivéri, sur l'île d'Eubée, en Grèce.
Selon le recensement de 2011, la population de Grammatikiáni compte 33 habitants.